# 赵政才
赵政才（1959年8月—），陕西铜川人；陕西师范大学中文系毕业，中共中央党校在职研究生学历。1983年9月加入中国共产党。曾任陕西省安全生产监督管理局局长，中共榆林市委副书记等职。现任陕西省人民政府民政厅厅长。

## 经历
1980年，赵政才从铜川师范学校毕业，被分配到原市城区黄堡乡安村中学任教师；1982年，任黄堡乡文教专干；1985年，任共青团铜川市城区区委副书记，开启从政之路。此后，他历任市城区区委办公室副主任、主任，副区长，区委常委、副书记，市城区区长，印台区委副书记、区长，印台区委书记；2006年3月，出任中共铜川市委常委，后兼任市委宣传部部长。2006年11月，赵政才调榆林市工作，任市委常委、兼组织部部长；2009年起，任榆林市常务副市长；2011年12月，升任中共榆林市委副书记。
2012年9月，因被《南方日报》揭露在陕西延安8·26特大交通事故现场面含微笑而引起争议，并被网友指出拥有多块名表，被称为“表哥”的杨达才涉嫌严重违纪下台后，赵政才临危受命，接任陕西省安全生产监督管理局局长职务。 2015年9月起，任陕西省人民政府民政厅厅长。